# George Hazelwood Locket
George Hazelwood Locket (* 12. August 1900 in Brantingham bei Kent in Surrey; † 27. Januar 1991) war ein britischer Arachnologe.
Locket studierte Chemie und Biologie an der University of Oxford unter anderem bei Julian Huxley. Hauptberuflich war er Lehrer und befasste sich in seiner Freizeit mit Spinnen. Zu seinen Lehrern in Spinnenkunde gehörten William Falconer (1862–1943), John Edward Hull (1863–1960) und Arthur Randell Jackson (1877–1944).
Er ist vor allem durch sein Standardwerk British Spiders mit Alfred Frank Millidge bekannt. Es entstand aus einer Studiengruppe, der auch William Syer Bristowe und Horace Alfred Theodore Savory angehörten. Von ihm stammen eine Reihe von Erstbeschreibungen von Spinnenarten und auch einige Taxa sind nach ihm benannt.
1974 erhielt er den Stamford Raffles Preis der Zoological Society of London. 1959 war er an der Gründung der späteren British Arachnological Society beteiligt (damals Faltford Mill Field Centre).

## Schriften
- mit A. F. Millidge: British Spiders, Ray Society, 3 Bände, 1951, 1953, 1973 (Band 3 zusätzlich mit Peter Merrett)